# اچ‌ام‌اس کی۱۴
اچ‌ام‌اس کی۱۴ (به انگلیسی: HMS K14) یک زیردریایی بود که طول آن ۳۳۹ فوت (۱۰۳ متر) بود. این زیردریایی در سال ۱۹۱۷ ساخته شد.